# Liam Cunningham
Liam Cunningham (* 2. června 1961, Dublin) je irský filmový herec. Nejvíce jej proslavila role ve filmu Centurion (2010), v roce 2011 pak byl obsazen do role Davose Mořského v seriálu od HBO Hra o trůny (Game of Thrones)
V roce 2006 získal Irish Film and Television Award za nejlepší vedlejší roli ve filmu Zvedá se vítr (The Wind That Shakes the Barley). O dva roky později znovu získal Irish Film and Television Award za vedlejší roli, tentokrát ve filmu Hlad (Hunger). V roce 2012 získal cenu BAFTA za nejlepší krátký film za snímek Loupež poslepu (Pitch Black Heist).

## Osobní život

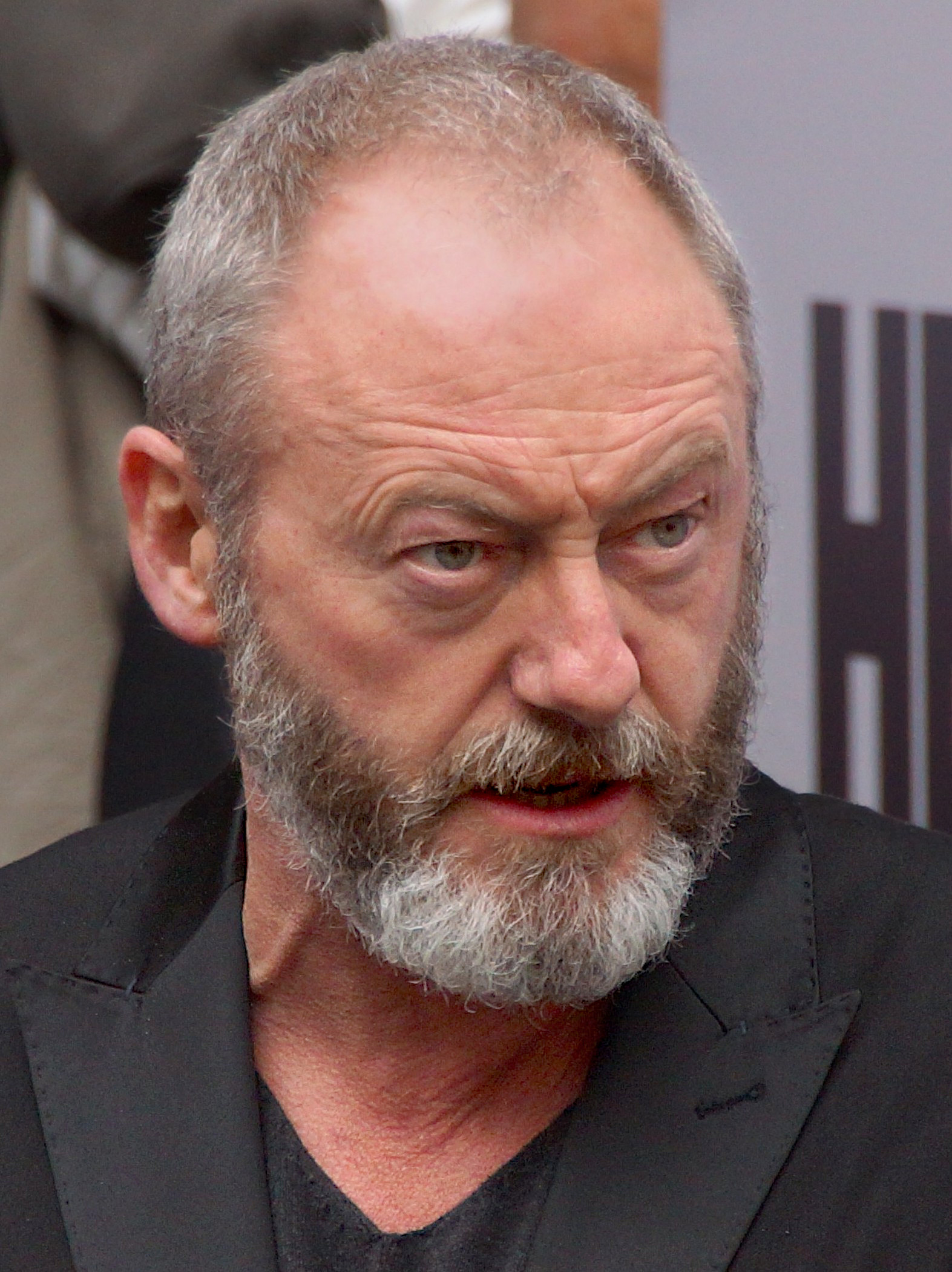
Liam Cunningham v roce 2013.

Liam Cunningham se narodil v East Wall, což je oblast v Dublinu. Má tři sestry a bratra, a byl vychován v římskokatolické rodině. V patnácti letech odešel ze střední školy a začal se život jako elektrikář. Jako dvaadvacetiletý se oženil se svojí přítelkyní Colette, kterou znal v té době asi tři roky, aby společně dostali vízum a mohli se přestěhoval do Zimbabwe, kde žili tři a půl roku. Živil se zde jako elektrikář v safari parku a učitel v oboru. V roce 1983 se vrátil do Irska, kde ale byl se svojí prací elektrikáře nespokojený a rozhodl se nadále věnovat herectví. Navštěvoval kurzy a začal pracovat v jednom z místních divadel. První hra, ve které se objevil, nesla název „Studs“ a hrál ji v Kilburnu v Londýně.
Cunningham žije v Dublinu s manželkou Colette, se kterou má tři děti: syny Liama Jr. a Seana, a dceru Ellen.

## Kariéra
První filmovou roli získal Liam v roce 1992 a jednalo se o postavu policisty ve filmu Cesta na západ (Into the West) od režiséra Mikea Newella. Následovala role ve snímku Knoflíková válka (War of the Buttons) v roce 1994. Později se objevil i ve snímcích Malá princezna (A Little Princess) a Jude. Osvědčil se jako dobrý herec i v hororovém filmu Psí vojáci (Dog Soldiers) z roku 2002, kde si zahrál kapitána Ryana.
Ale největšího úspěchu se mu dostalo v dalších dvou nadcházejících filmech; Vítr se zvedá (2006) a Hlad (2008). Za obě role získal Irish Film and Television Award za nejlepší vedlejší roli. Mezi další významné filmy patří třeba Souboj Titánů (2010) a Centurion (taktéž 2010).
V roce 2012 byl Cunningham obsazen do seriálu Hra o trůny (Game of Thrones) jako jedna z hlavních postav: Davos Mořský, pašerák, který nejdříve slouží Stannisu Baratheonovi a poté Jonu Sněhovi. V roce 2013 vystupoval i v jednom hudebním klipu pro rockovou kapelu Kodaline, konkrétně v klipu pro píseň High Hopes. V dubnu téhož roku si zahrál v dalším populárním seriálu: Pán času (Doctor Who). Objevil se v jediné epizodě jakožto kapitán Žukov, velitel ruské ponorky.

## Výběr z filmografie
| Rok       | Název                             | Role                      | Poznámky                                                              |
| --------- | --------------------------------- | ------------------------- | --------------------------------------------------------------------- |
| 1992      | Cesta na západ                    | policista                 |                                                                       |
| 1994      | Knoflíková válka                  | mistr                     |                                                                       |
| 1994–1995 | Roughnecks                        | Chris                     | televizní seriál; 13 epizod                                           |
| 1995      | Malá princezna                    | Kapitán Crewe, princ Rama |                                                                       |
| 1995      | První rytíř                       | sir Agravaine             |                                                                       |
| 1996      | Jude                              | Phillotson                |                                                                       |
| 1997      | The Life of Stuff                 | Alex Sneddon              |                                                                       |
| 1997      | Police 2020                       | Billy O'Connell           |                                                                       |
| 1998      | Láska k tanečníkovi               | Mossie Sheehan            |                                                                       |
| 1998      | The Tale of Sweety Barrett        | detektiv Bone             |                                                                       |
| 1999      | Prokleté dědictví                 | Alec Cunningham-Reid      |                                                                       |
| 1999      | RKO 281                           | Gregg Toland              |                                                                       |
| 2000      | Když obloha padá                  | John Cosgrave             |                                                                       |
| 2001      | Attila                            | Theodorich I.             |                                                                       |
| 2001      | Vykradači hrobek                  | otec Ray Connolly         |                                                                       |
| 2001      | Rebel Heart                       | Michael Malone            |                                                                       |
| 2002      | Psí vojáci                        | kapitán Ryan              |                                                                       |
| 2002      | Klub únosců                       | John Power                |                                                                       |
| 2002      | Muž ze stínu                      | -                         |                                                                       |
| 2002      | Trosečníci                        | David Robinson            |                                                                       |
| 2003      | Hlavní podezřelý: Poslední svědek | Robert West               |                                                                       |
| 2003      | Křivák                            | Hamilton                  |                                                                       |
| 2003      | Mystikové                         | Sean Foley                |                                                                       |
| 2004      | Karetní hráč                      | John Brennan              |                                                                       |
| 2004      | Mesiáš 3: slib                    | -                         |                                                                       |
| 2006      | Murphy's Law                      | Drew Johnstone            | televizní seriál; 3 epizody                                           |
| 2006      | Zvedá se vítr                     | Dan                       | Irish Film and Television award pro nejlepšího herce ve vedlejší roli |
| 2007      | Anner House                       | Neil Barry                |                                                                       |
| 2007      | Northangerské opatství            | generál Tilney            |                                                                       |
| 2008      | Hlad                              | otec Dominic Moran        | Irish Film and Television Award pro nejlepšího herce ve vedlejší roli |
| 2008      | The Escapist                      | Brodie                    |                                                                       |
| 2008      | Mumie: Hrob Dračího císaře        | Maguire                   |                                                                       |
| 2009      | Harry Brown                       | Sid Rourke                |                                                                       |
| 2009      | Krev: Poslední upír               | Michael Harrison          |                                                                       |
| 2009      | Turnaj zabijáků                   | Powers                    |                                                                       |
| 2010      | Centurion                         | Brick                     |                                                                       |
| 2010      | Informátorka                      | Bill Hynes                |                                                                       |
| 2010      | Souboj Titánů                     | Solon                     |                                                                       |
| 2010      | Protiúder                         | Daniel Connolly           | televizní seriál                                                      |
| 2011      | Vyděděnci                         | prezident Richard Tate    | televizní seriál                                                      |
| 2011–2019 | Hra o trůny                       | Davos Mořský              | televizní seriál; 42 epizod                                           |
| 2011      | Johanka v zajetí                  | anglický kapitán          |                                                                       |
| 2011      | Válečný kůň                       | vojenský lékař            |                                                                       |
| 2011      | Black Butterflies                 | Jack Cope                 |                                                                       |
| 2011      | Pomáhat a chránit                 | -                         |                                                                       |
| 2012      | Loupež poslepu                    | Liam                      | krátkometrážní cena BAFTA za nejlepší krátkometrážní film             |
| 2012      | Nepřítel pod ochranou             | Alec Wade                 |                                                                       |
| 2012      | Merlin                            | Ruadan                    | televizní seriál; 2 epizody                                           |
| 2012      | Titanic: Krev a ocel              | Jim Larkin                | televizní seriál; 5 epizod                                            |
| 2013      | Pán času                          | kapitán Žukov             | televizní seriál; epizoda „Cold War“                                  |
| 2013      | Kódované vysílání                 | Grey                      |                                                                       |
| 2013      | SLR                               | Elliot                    | krátkometrážní                                                        |
| 2014      | Let Us Prey                       | Six                       |                                                                       |
| 2015      | Mládí vůdce                       | otec                      |                                                                       |
| 2015      | Duše špióna                       | Hillsman                  |                                                                       |
| 2017      | 24 hodin života                   | Wetzler                   |                                                                       |
| 2021      | Velká španělská loupež            | Walter Moreland           |                                                                       |